# Arátor
Arátor (em latim: Arator) foi um poeta cristão, da Ligúria, no noroeste da Itália, que viveu no século V. Sua obra mais conhecida, De Actibus Apostolorum, é uma história em versos sobre os Apóstolos.

## Biografia
Arátor era provavelmente originário da Ligúria. Estudou em Mediolano, sob o patrocínio do bispo Lourenço e de Enódio de Pavia, e depois, foi para Ravena acatando o conselho de Partênio, sobrinho de Enódio. Seguiu a carreira de advogado.
Tratado com distinção por Teodorico, devido ao seu discurso em nome dos dálmatas, e protegido por Cassiodoro, entrou para o serviço da corte gótica, mas demitiu-se por ocasião da luta contra o Império Bizantino (cerca de 536). O Papa Vigílio nomeou-o subdiácono da Igreja Romana.
Foi então que ele escreveu em hexâmetros dois livros: De Actibus Apostolorum. Ele conta a história dos Atos dos Apóstolos; o primeiro livro, dedicado a São Pedro, termina no capítulo XII; o segundo, dedicado a São Paulo, encerra com o martírio dos dois apóstolos. Muitos eventos importantes são omitidos, outros apenas mencionados.
O próprio Arátor declarou que seu objetivo era dar o significado místico e moral do livro. Devido a isto, muitas vezes ele dá interpretações estranhas de números e nomes. Arátor se esforça para louvar São Pedro, em detrimento de São Paulo e de outros apóstolos.
Seu estilo e versificação são bastante corretos, e habilmente evita as complicações de simbolismo. O poema foi muito bem recebido. O Papa Vigílio convidou o autor para lê-lo em público, na basílica de San Pietro in Vincoli, em Roma. A leitura durou quatro dias, pois, o poeta teve de repetir muitas passagens por solicitação de seu público.
Suas obras permaneceram populares durante a Idade Média, quando se tornaram clássicos. Temos também dois dísticos elegíacos escritos por Arátor para o abade Floriano e o Papa Vigílio, bem como uma carta para Partênio. As duas últimas contêm dados biográficos.
A data da morte do poeta é desconhecida.